# Oric Atmos

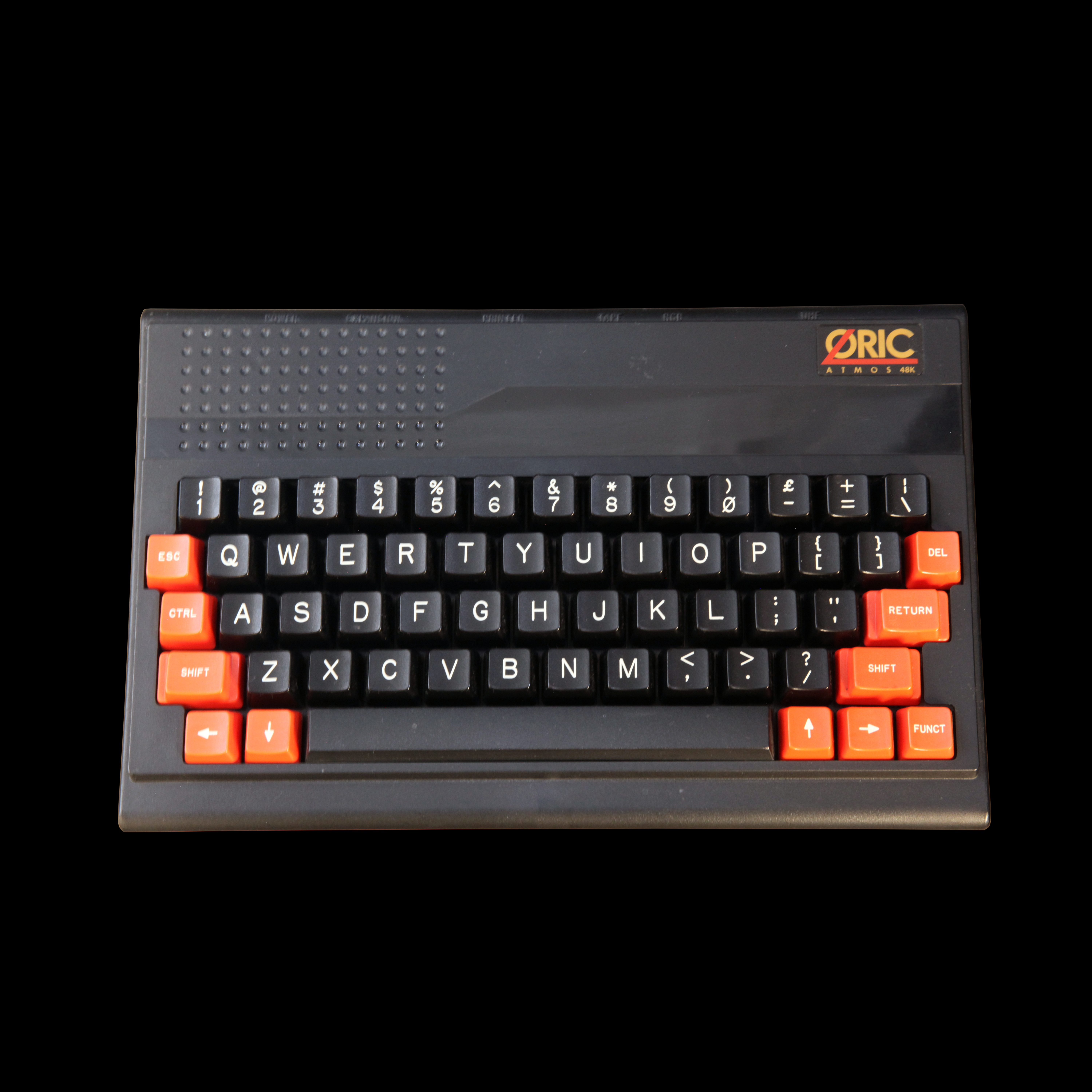
Oric Atmos

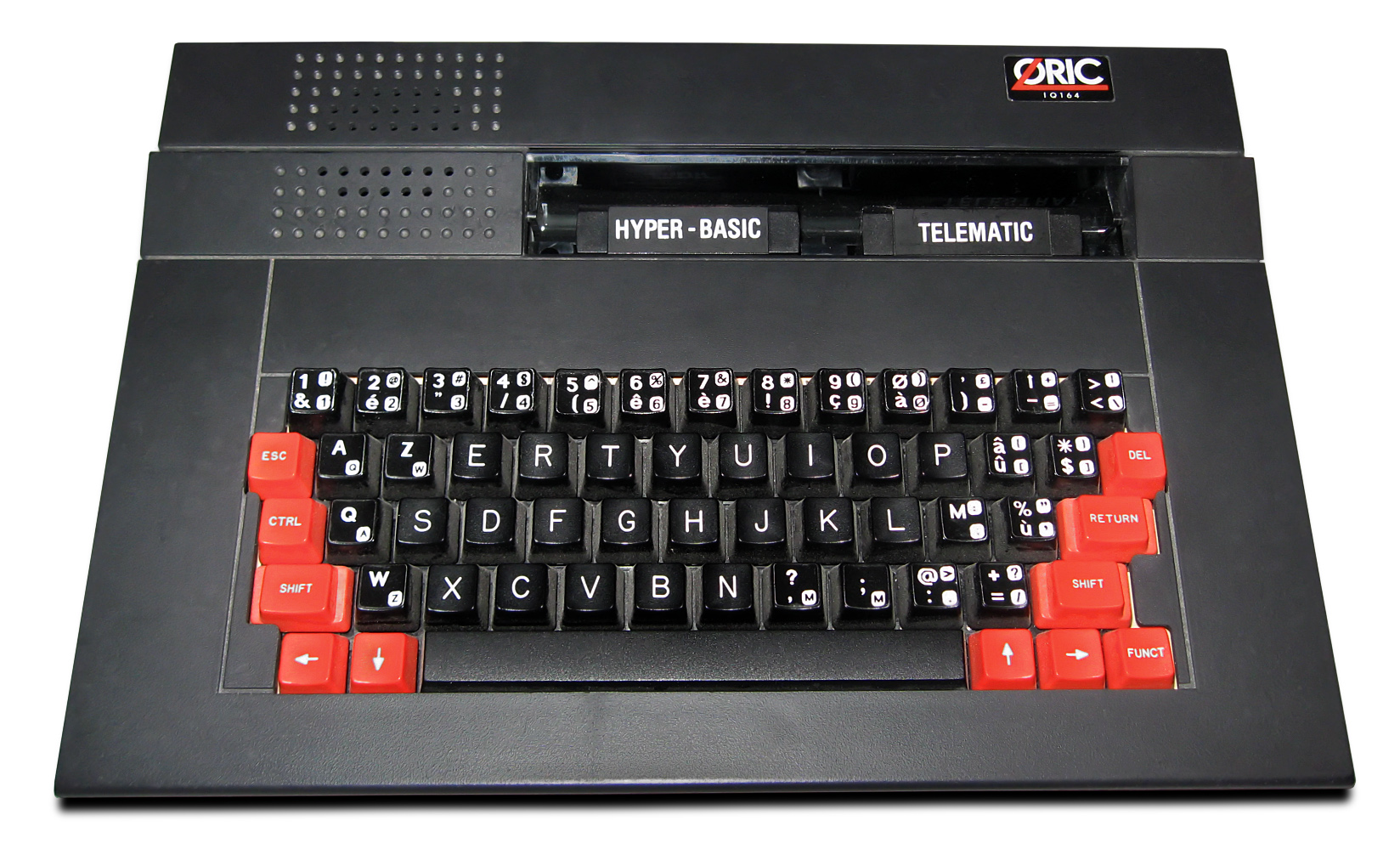
Oric Telestrat

Der Oric Atmos war ein Heimcomputer, der im Jahr 1984 hauptsächlich in Großbritannien und Frankreich erschien. Hergestellt wurde er von dem britischen Computerhersteller Tangerine Computer Systems, der in St Ives, Cambridgeshire seinen Sitz hatte, und war der Nachfolger des Oric 1 sowie Vorgänger des Oric Telestrat.

## Technische Daten
Er basierte auf dem 8-bit-Prozessor 6502A mit 1,75 MHz Taktfrequenz und verfügte über 16 kB bzw. 48/64 kB RAM (16 kB waren für das DOS reserviert). Die Auflösung im Textmodus betrug 40×28 und im Grafikmodus 240×200 Pixel und konnte acht Farben darstellen. Der vom Oric Atmos produzierbare Ton hatte eine Bandbreite von 15 Hz – 62 kHz, also 7 Oktaven, 3 Kanäle, und er verfügte über vier eingebaute Toneffekte (ZAP, PING, SHOOT, EXPLODE) über Tonverstärker. Ein Lautsprecher war eingebaut. Die 16-KB-Variante war nicht ausbaufähig.

Oric Controller und DOS-Varianten

Das Prozessor-Betriebssystem war Oric Extended Basic V1.1, ein Microsoft BASIC, das in einem 16-KB-RAM-Chip untergebracht war. Die Version 1.0, verwendet im Oric 1, steht im Ruf, sehr fehleranfällig gewesen zu sein, und so wurde im Atmos die fehlerbereinigte und leicht verbesserte Version 1.1 verwendet. Die letzte offiziell veröffentlichte Version ist die Version 1.13.
Die verschiedenen Peripheriegeräte wurden teilweise mit speziellen DOS angesprochen und gesteuert. Diese Vorgehensweise machte die gesamten vorhandenen 64 kB nutzbar. (Siehe Grafik rechts)

### Schnittstellen

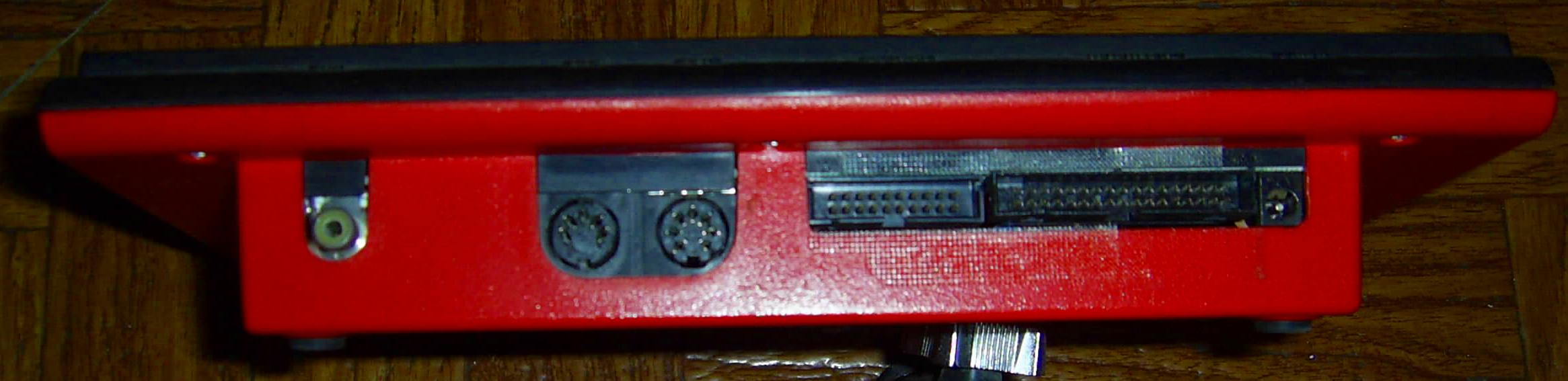
Rückansicht des Oric Atmos

Der Oric Atmos hatte die in den 1980er Jahren für westliche Heimcomputer übliche Ausstattung mit Schnittstellen zur Außenwelt. Dazu gehörte:
- eine Centronics Drucker-Schnittstelle
- ein Kassettenanschluss (sowohl 300 als auch 2400 Baud)
- einen RGB-Monitor-Anschluss sowie den ansonsten allgemein üblichen UHF-Port zum Anschluss des Computers an einen normalen Fernseher
- sowie einen Expansion-Port

### Peripheriegeräte (Auswahl)
Für den Atmos gab es natürlich auch eine ganze Reihe Peripheriegeräte, u. a.:
- 4-Farben-, 40-Spalten-Plotter (Oric MCP40) von Alps Denki
- Datasette
- Microdisc, 3-Zoll-Oric-Diskettenlaufwerk, 160 kB Kapazität
- Cumana, 3-Zoll-Oric-Diskettenlaufwerk, auch als Dual-Laufwerk erhältlich, kompatibel zu Microdisc, aber verlässlicher in der Handhabung
- Jasmin, 3-Zoll-Oric-Diskettenlaufwerk, jedoch nicht kompatibel zu Microdisc, benutzte FT-DOS (Tran DOS) zur Ansteuerung
- Byte Drive 500, doppelseitiges 3-Zoll-Oric-Diskettenlaufwerk, jedoch nicht kompatibel zu Microdisc, benutzte BDDOS zur Ansteuerung
- MIDI-Anschluss
- RS-232C-Schnittstelle (von MCP): verteilt mit Telemod-Modem und Software für Prestel (Videotex in England)
- Kenema Associates 300-Baud Serielle Schnittstelle
- Oric V23-Modem (V22/V23)
- Mehrere Joystick-Schnittstellen (über Parallelport oder BUS)
- Z80-Prozessorkarte, sodass auch CP/M genutzt werden konnte
- Sprach-Synthesizer

Er war das Nachfolgemodell des Oric-1, der ein Jahr zuvor veröffentlicht wurde. Der große Unterschied der beiden war die Tastatur: Beim Oric 1 wurde eine Tastatur mit kleinen Knöpfen aus Hartplastik verwendet (ähnlich der eines Taschenrechners); der Oric Atmos hatte dagegen eine normale Schreibmaschinentastatur.
Beim Nachfolger Oric Telestrat sind besonders die beiden Modulschächte auffallend.

## Preis
Der Oric Atmos wurde zum Zeitpunkt seines Erscheinens in der 64-Kb-Variante in Deutschland zu einem Preis von 748 DM angeboten. Die Zeitschrift Telematch sprach in ihrem in Heft 7/8 1984 veröffentlichten Testbericht von einem Verkaufspreis von 600 DM.

## Nachbauten

### Prawez 8D

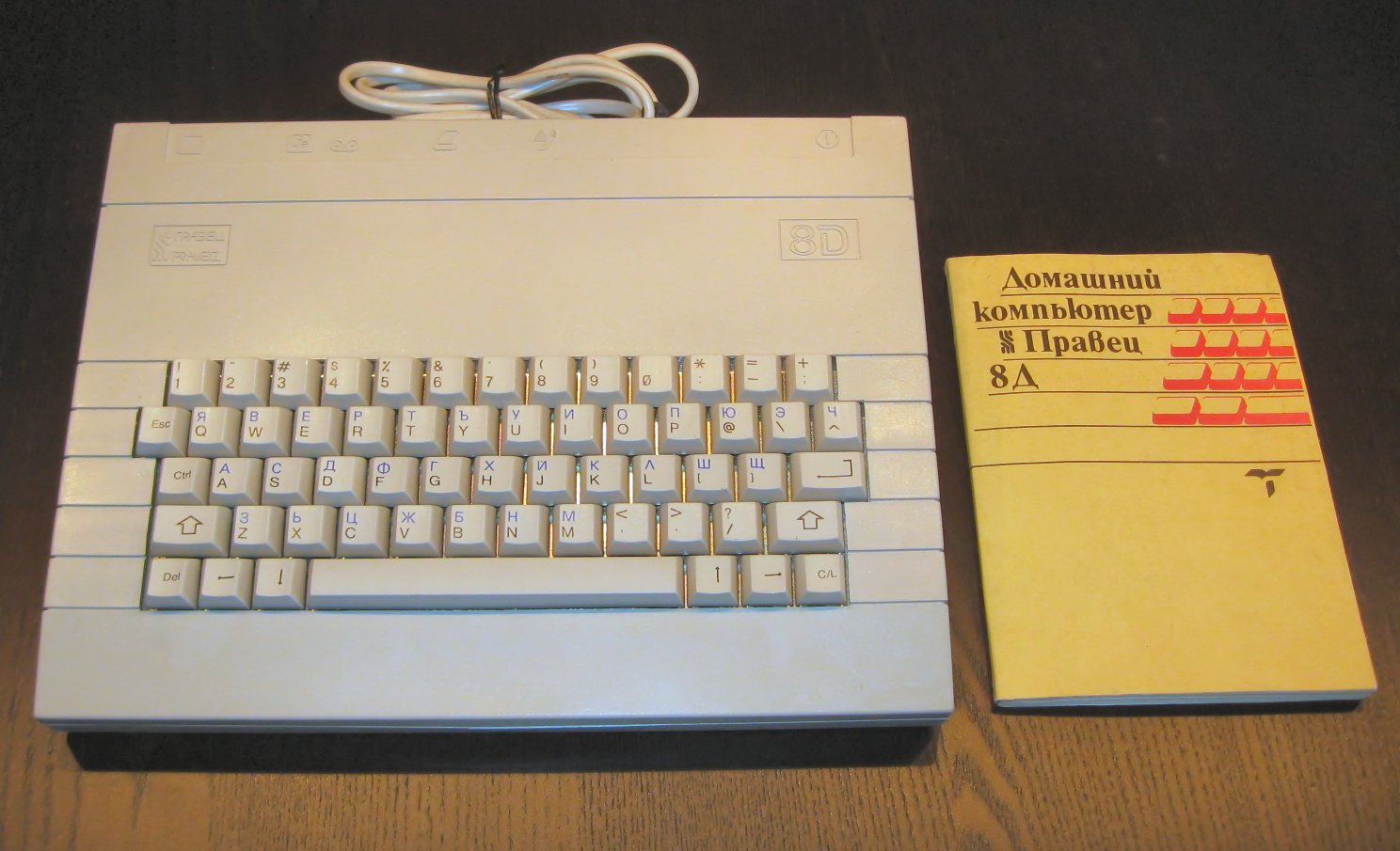
Prawez 8D mit Handbuch

In Bulgarien wurde durch das Kombinat für Mikroprozessortechnik Prawez der Oric Atmos beginnend ab 1985 komplett nachgebaut und als Prawez 8D angeboten. Sein Gehäuse war größer als das des Atmos, weiß, und enthielt eine komfortable Tastatur in Standardgröße. Das Netzteil war eingebaut. Anstelle des 6502A wurde der 6502-Klon CM630 (1 MHz) und als Sound-Generator ein AY-3-8912 verbaut. Ausgeliefert wurde der Prawez 8D, wie das Original, mit 48 kB RAM und 16 kB ROM. Die Produktion wurde 1991 eingestellt.
Das DOS des Prawez-8D wurde DOS 8D genannt. Geschrieben wurde es von Borislav Zahariev zwischen 1986 und 1989.

### Nova 64
Die jugoslawische Firma Avtotehna mit Sitz in Ljubljana erwarb 1984 die Lizenz, 5000 Oric Atmos herstellen zu dürfen. Sie benutzten Teile, die aus Großbritannien geliefert wurden. Der Nova 64 war zum Oric Atmos bis auf Unterschiede im RAM-Layout und einem anderen Logo identisch. Viele der Rechner wurden in Schulen eingesetzt.

## Bekannte Programmierer

### Jonathan Bristow
Einer der bekanntesten Programmierer für den Oric Atmos war Jonathan Bristow. Er schrieb oder portierte mindestens zehn Spiele und fast doppelt so viele Anwendungen für diesen Rechner und portierte auch einige Spiele auf den Oric 1, wie etwa Impossible Mission, Pulsoids und Stormlord, welches im Jahr 2010 veröffentlicht wurde. Er starb am 28. Mai 2013 im Alter von 45 Jahren.

### Éric Chahi
Ein weiterer namhafter Programmierer, der Spiele für den Oric Atmos entwickelte, war Éric Chahi. Chahi entwickelte besonders in den ersten Jahren nach Erscheinen des Rechners einige Spiele für den Oric Atmos.

## Programme für den Oric Atmos (Auswahl)
Aufgrund der Tatsache, dass der Oric Atmos auf dem 8-bit-Mikroprozessor 6502, einem Mikroprozessor, den auch viele andere Heimcomputer, wie der Apple II oder der C 64, nutzen, basierte, war von vorneherein grundsätzlich eine Vielzahl von Programmen, nach entsprechenden Anpassungen, auch vom Oric Atmos nutzbar. Zudem sind Programme größtenteils zwischen dem Oric 1 und dem Oric Atmos austauschbar. Dazu gehörten:

### Spiele
- Breakout
- ICB Bridge
- Hopper
- The Hobbit
- 3D Maze
- Oric Chess
- Stormlord
- Oric Flight
- Xenon
- Zodiac (Adventure), 1984, Tansoft

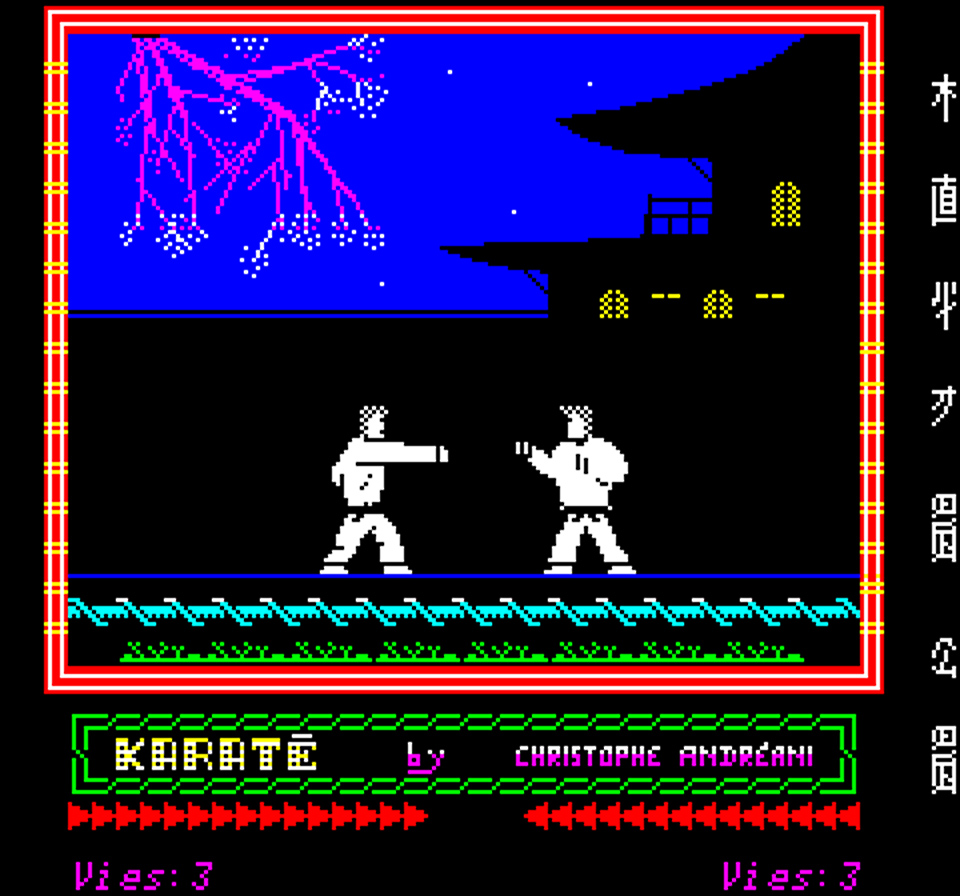
Screenshot des Spiels Karate (1986) für Oric-1/Atmos

Über 90 % der Programme für den Oric wurden auf Kassette ausgeliefert.

### Anwendungen
- Tunesmith 2
- Oric Base,1984, Tansoft
- Oric CAD, 1984?, Tansoft
- Oric Calc,1984, Tansoft
- Oricmon, 1984, Tansoft

### Programmiersprachen (Auswahl)
- Assembler
- DBug – Debugger, Monitor, 1984, No mans Land
- Oric-Basic Plus 1, 1984, Cobra Soft
- FIG Forth, FORTH83
- Oric-LISP

## Magazine
Ein Hauptprintmedium für den Oric war RhetOric. Es erschien zweimonatlich per Postversand und versorgte den Leser mit allem Wissenswerten rund um den Computer, selbst die c’t befasste sich gelegentlich mit diesem Rechner. Das am längsten erschienene Magazin war jedoch das Oric User Monthly mit insgesamt 145 Ausgaben. Es wurde im Oktober 1999 eingestellt.
Großen Anklang fand auch die zwischen 1983 und 1985 zweimonatlich im Hause Tansoft herausgegebene Zeitschrift Oric Owner. Hauptmerkmal waren Interviews mit Leuten rund um die Orics und Listings von Anwendungen und Spielen.

## Emulatoren
Es gibt Emulatoren für Windows, Mac OS, Linux, AmigaOS, MorphOS, Haiku und Android, wobei der Emulator Oricutron derjenige ist, der nach wie vor kontinuierlich weiterentwickelt wird.